# Dekanat IX – Świętych Wojciecha i Katarzyny w Jaworznie
Dekanat św. Wojciecha i Katarzyny – dekanat w Jaworznie, należy do diecezji sosnowieckiej.
W skład dekanatu wchodzą parafie:
- Parafia Świętych Wojciecha i Katarzyny w Jaworznie (siedziba dekanatu)
- Parafia Miłosierdzia Bożego w Jaworznie-Borach,
- Parafia Najświętszego Serca Pana Jezusa w Jaworznie-Byczynie,
- Parafia Najświętszej Maryi Panny Nieustającej Pomocy w Jaworznie-Ciężkowicach,
- Parafia Świętego Krzyża w Jaworznie-Jeleniu
- Parafia Świętego Józefa Rzemieślnika w Jaworznie-Jeziorkach
- Parafia św. Barbary w Jaworznie-Podłężu
- Parafia Najświętszej Maryi Panny Królowej Polski w Jaworznie-Sobieskim
- Parafia św. Karola Boromeusza w Jaworznie-Starej Hucie